# Ann Walker of Lightcliffe
Ann Walker of Lightcliffe (20 mei 1803 – 25 februari 1854) was een Engelse landeigenaresse uit West Riding in Yorkshire, Verenigd Koninkrijk. Samen met haar geliefde Anne Lister vormde zij het eerste vrouwenstel waarvan bekend is dat zij in 1834 een huwelijksceremonie hielden, weliswaar zonder wettelijke erkenning, in de Holy Trinity Church, in York, Verenigd Koninkrijk.

## Haar jonge jaren
Ann Walker werd geboren op 20 mei 1803 in Lightcliffe, West Riding, Yorkshire. Haar ouders waren John Walker en Mary Edwards. Ze werd gedoopt in de Sint Matthew’s Church in Lighcliffe en woonde de eerste jaren van haar leven op Cliffe Hill met haar ouders en zusters Mary en Elizabeth en haar broer John. Toen zij zes was verhuisde de familie naar Crow Nest. Anns zus Mary overleed in 1815. Ann was 19 toen haar vader overleed op 29 april 1823. Haar moeder stierf datzelfde jaar op 20 november 1823. Ann was toen 20. Om medeleven te betuigen bij het overlijden van de ouders Walker-Edwards bracht Anne Lister in die tijd een keer een bezoek aan de kinderen. Anns jongere broer John erfde aanvankelijk Crow Nest, het landgoed van de familie. Eind oktober 1828 trouwde Anns zus Elizabeth met Kapitein George Mackay Sutherland en verhuisde naar Ayrshire, Schotland. Na de dood van haar broer John in 1830 werden Ann en haar zus Elizabeth de erfgenamen van het landgoed Crow Nest en verwierven hiermee substantiële rijkdom. Ann bleef op Crow Nest wonen totdat zij in 1831-1832 naar Lidgate verhuisde, een kleiner huis op het landgoed. Tijdens deze periode op Lidgate kreeg Anne Lister oog voor Ann Walker, nadat zij op 6 juli 1832 (opnieuw) met elkaar in aanraking kwamen.

## Huwelijk
Ann Walker en Anne Lister woonden een heel aantal jaren op nabijgelegen landgoederen, en ontmoetten elkaar af en toe. De relatie werd in 1832 romantisch en seksueel. Binnen enkele maanden intensiveerde de relatie en op 27 februari 1834 wisselden Ann en Anne ringen uit als symbool van hun toewijding aan elkaar. Ze gingen gezamenlijk ter communie in de Holy Trinity Church, Goodramgate, York, op Paaszondag (30 maart) in 1834, om op die manier hun vereniging te bezegelen, en beschouwden zichzelf vanaf dat moment als getrouwd. De kerk waar dit plaatsvond heeft nu een zogenaamde blauwe plaquette om dit feit te gedenken. Na de ceremonie woonden zij samen op Shibden Hall, het familielandgoed van Anne Lister. Het paar reisde veel samen tot aan het vroege overlijden van Anne Lister in Georgië in 1840, wat vermoedelijk het gevolg was van koorts ontstaan door een tekenbeet. Ann Walker liet Anne’s lichaam balsemen en reisde gedurende 6 maanden met de kist terug naar Engeland, zodat Anne’s stoffelijke resten bijgezet konden worden in het familiegraf in Halifax. Anne Lister liet Shibden Hall en het landgoed in haar testament na aan Ann.

## Geloof en filantropie
Ann Walkers religie was zeer belangrijk voor haar, alsook haar filantropie. Ze ging regelmatig naar de kerk in St Matthew’s Church in Lightcliffe, en las op zondag gebeden en passages uit de bijbel voor aan haar familie en huishoudelijke bedienden. Ook richtte zij een zondagsschool op voor de kinderen uit de buurt, waar ze altijd erg dol op was. Ze zorgde goed voor haar bedienden, iets wat blijkt uit een brief die zij in 1840 naar huis stuurde, terwijl ze op reis was. Daarin specificeerde ze welke kerstcadeaus ieder moest ontvangen tijdens haar afwezigheid.

## Geestesgesteldheid
Ann Walker leidde haar hele leven aan een wankele geestesgesteldheid. Ze had last van periodes van depressie, mogelijk ook psychoses, die in elk geval deels lijken te zijn beïnvloed door haar religie. Drie jaar na de dood van Anne Lister, wordt Ann ‘van ongezonde geest’ verklaard, en onder dwang meegenomen uit Shibden Hall en overgebracht naar een gesticht in York. Later verhuisde zij naar het familie landgoed in Lightcliffe. Hier woonde zij tot aan haar dood in 1854.

## Dood

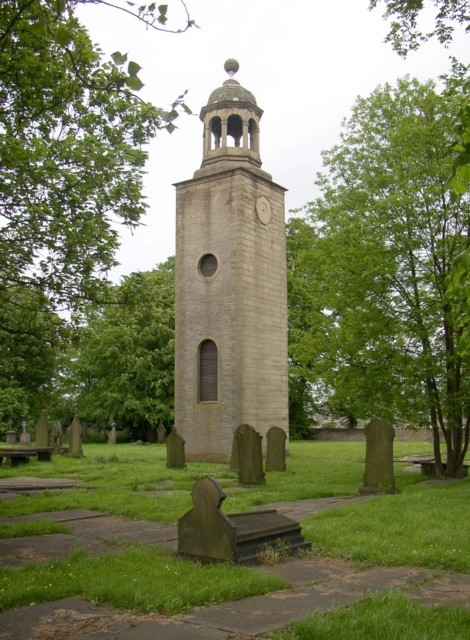
De toren van Old St Matthew's Church, waar Anns plaquette nu hangt

Ann Walker overleed op vijftigjarige leeftijd, op 25 februari 1854. Haar overlijdenscertificaat geeft ‘congestie van de hersenen, effusie’ aan als doodsoorzaak. Ze ligt begraven op het kerkhof van St Matthew’s Church in Lightcliffe, samen met haar tante, ook Ann Walker genaamd. Het originele kerkgebouw is afgebroken en elders weer opgebouwd, maar de kerktoren staat nog wel. De originele koperen gedenkplaat ter nagedachtenis aan Ann hangt nu in deze toren. Op 14 september 2019 was de toren geopend om het publiek de gelegenheid te geven plaquette te aanschouwen. Een unieke gebeurtenis want de toren was sinds het sluiten in de zeventiger jaren van de vorige eeuw niet meer open geweest.

## Nalatenschap
Er zijn geen portretten van Ann Walker bekend, maar enkele van haar brieven liggen in de West Yorkshire Archives. Veel van wat er bekend is over Ann Walker komt uit de dagboeken van Anne Lister, die gedurende haar hele volwassen leven gedetailleerde dagboeken bijhield. Hieruit is bekend dat Ann Walker zelf ook een dagboek bijhield, waarvan onderzoeksgroep ‘ In Search of Ann Walker’ op 20 oktober in de collectie van de familie Rawson (WYC:1525/7/1/5/1) één deel heeft ontdekt, geverifieerd door de West Yorkshire Archive Service op 23 oktober 2020. Waarschijnlijk zijn veel van haar bezittingen vernietigd, aangezien Anns familie haar relatie met Anne Lister afkeurde en beschamend vond. Ann Walkers nalatenschap leeft toch voort, tot en met de dag van vandaag. Haar moed, doorzettingsvermogen en haar moeilijkheden met haar geestesgesteldheid hebben velen geïnspireerd. Ann leefde haar leven, tegen de wil van haar familie in, met Anne Lister.
Er wordt geld ingezameld voor een publiekelijke plaquette voor Ann Walker om haar leven en haar historische belang voor de LHBT-gemeenschap te vieren. Bovendien is ‘The Ann Walker Memorial Foundation’ in het leven geroepen. Deze instelling zamelt, als een blijvende nalatenschap in Ann Walkers naam, geld in voor charitatieve instanties die met LHBT jeugd en mensen met geestesziekten werken.